# Digimon
Digimon (japanski: デジモン, Dejimon), skraćeno od Digitalna čudovišta (japanski: デジタルモンスター, Dejitaru Monsutā) je popularna japanska franšiza koju je stvorio Akijoshi Hongo, a koja se sastoji od animea, mage, igraćih karata, igračaka i drugih sličnih materijala. Digimoni, koji su centralni likovi franšize, su bića raznih oblika koja žive u Digitalnom svijetu, paralelnom svijetu stvorenom od strane zemljinih komunikacijskih mreža. Iako ih često uspoređuju i nazivaju kopijom Pokémona, Digimoni su se neovisno pojavili u isto vrijeme i imaju potpuno drugačiji pristup, kako ljudskim i digitalnim likovima, tako i samoj radnji serijala.

## Digimon
Digimoni su bića koja se izliježu iz Digi-jaja (japanski: デジメンタル, Dejimentaru) i na taj način dolaze na svijet. Oni rastu i razvijaju se pomoću procesa Digivolucije koja im omogućuje da promijene svoj izgled i dobiju nove sposobnosti. Iako neki Digimoni imaju tu sposobnost, većina Digimona nije konstantno na istom digivolucijskom stupnju (levelu), te se, prilkom gubitka energije, vraća u svoj prethodni oblik. Iako je većina Digimona inteligentna i imaju sposobnost govora, postoje rijetke iznimke koje te sposobnosti nemaju. Digivolucija se odvija preko posebnih uređaja znanih kao Digivice, koji prijenosom podataka iz uređaja na Digimona omogućuju Digivoluciju. No, iako je to primarni način razvoja, kroz sezone se moglo vidjeti nekoliko iznimki kada su se Digimoni razvili bez upotrebe bilo kakvih dodatnih uređaja. Kroz sezone se moglo vidjeti da za Digivoluciju često nije potreban isključivo Digivice, već dodatni predmeti, kao Simboli u prvoj, ili Armor jaja u drugoj sezoni, koji omogućuju razvoj na daljne levele. 
U prvoj sezoni smo upoznati i sa životnim ciklusom Digimona, koji je uvelike sličan sa životnim ciklusom pravih organizama. Kao što je već naznačeno, kote se iz Digi-jaja, te prolaze nekoliko fazi (levela) razvoja prilikom kojih "rastu" i razvijaju svoje sposobnosti. Postoji ukupno 7 levela: Fresh (Fresh level), In-training (Pripravni level), Rookie (Početnički level), Champion (Champion level), Armor (Armor level), Ultra (Ultra level) i Mega (Mega level). Postoji još nekoliko posebnih oblika Digivolucije, no njihovi leveli jednaki su ovih osnovnih 7. Smrt Digimona je glavna razlika između njih i pravih organizama. Načelno, Digimoni kada umiru postaju podatci, ono što i jesu u samom početku, te se ti podatci rekomprimiraju i "recikliraju" u Digi-jaja, te odlaze u Grad vječnog početka. Na taj način se Digimoni, koji su ubijeni, ponovo kote. Oni će se, ako im se jaje nježno gladi, ponovo izleći u svom Fresh obliku, te mogu, ali i ne moraju, imati sjećanje na svoj život prije ponovnog rođenja. No, Digimoni mogu i potpuno umrijeti, no to se događa samo kada se njihovi podatci u potpunosti unište (što je najčešći slučaj s Digimona koji predstavljaju prijetnju Digitalnome svijetu).

## V-Pet
Digimoni su startali kao digitalni kućni ljubimci znani kao "Digitalna čudovišta", a koncept im je bio sličan onome kojeg je imao Tamagoči. Koncept je isplanirao Wiz, a 26. lipnja 1997. ga u prodaju pušta Bandai. Izvorna ideja Digimona bila je ona Tamagočija za dječake (pošto je Bandai i autor Tamagočija). No, Digimon V-pet bio je znatno kompliciraniji i imao je mogućnost umreženja s ciljem borbe među Digimonima. Svaki bi korisnik započeo s Digimonom na Fresh levelu, te bi ga dalje odgajao i razvijao, i upoštao se s njim u borbe s drugim Digimonima. Digimoni su imali nekoliko evolucijskih mogućnosti i raznovrsnih drugih sposobnosti, tako da su korisnici imali mnogo različitih Digimona. U prosincu iste godine puštena je u prodaju nova serija, dok je treća verzija puštena u prodaju 1998. godine. Danas postoji 9 verzija Digimon Tamagočija.

## Digimon anime
Dana 6. ožujka 1999., franšiza je dobila vlastiti anime jer je tog datuma u japanskim kinima prikazan prvi Digimon film. Iako je Digimon Adventure trebao biti kratkometražni film po dovršetku scenarija upućen je zahtjev da se taj film pretvori u anime seriju. Tako je 7. ožujka 1999. započelo emitiranje anime serije naslovljene Digimon Adventure. Uskoro će biti izdane još 4 sezone, praćene barem jednim filmom koji dodatno objašnjava radnju, a cijeli serijal bio je izniman uspjeh, te je već iste jeseni pušten na zapadno tržište i sinkroniziran. Uskoro je počelo izdavanje igraćih karata (Hyper Colosseum u Japanu i Digi-Battle u Americi) te niza videoigara o Digimonima. Unatoč dobro razgranatoj franšizi, animirana serija ipak je najzaslužnija za svjetsku popularnost Digimona. 
"Digimoni" su "Digitalna čudovišta", vrlo je jednostavno objašnjeno u svakoj od sezona. Prema pričama, oni su stanovnici Digitalnog svijeta, koji je pak manifestacija Zemljinih komunikacijskih mreža. Priča uvijek uključuje skupinu djece, uglavnom mlađu od 15 godina, koja je dovedena u Digitalni svijet kako bi spasila njega, ali i njihov vlastiti svijet, od osvajačkih težnji brojnih zlih Digimona. U Japanu su ta djeca nazvana Izabrana djeca, u anglofonim zemljama Digidestined, a u germanskim Digi-Ritter. Kako bi im pomogli u svladavanju zla, njihovi Digimon partneri imaju sposobnost Digivolucije. Tim procesom Digimoni mijenjaju svoj fizički izgled, postaju puno snažniji, a najčešće i mijenjaju svoj karakter. Djeca koja dolaze u Digitalni svijet, kao i Digimoni koji im postaju partneri, drugačiji su iz sezone u sezonu. 
Zaključno s 2006. godinom, prikazano je ukupno 5 sezona Digimona - Digimon Adventure, Digimon Adventure 02, Digimon Tamers, Digimon Frontier i Digimon Data Squad. Prve dvije sezone, Adventure i Adventure 02 bile su međusobno povezane, dok je svaka sljedeća imala jedinstvenu radnju (iako se Adventure u Tamersima spominje, ali isključivio kao TV i marketinški brned). Kao dodatak tome, svaka sezona imala je barem jedan popratni film, a neki filmovi bili su i neovisni o animiranim serijama. Unatoč tome što se animirane serije više ne prikazuju, Digimoni su i dalje popularni, ponajviše zahvaljujući novim serijama igraćih karata, videoigara za razne konzole, te nizu dugometražnih filmova koji su prikazivani (Diaboromonova osveta, Odbjegli Locomon, Bitka Izabranih, i Otok zaboravljenih Digimona). Godine 2003., nakon što je završeno emitiranje Digimon Frontiera, došlo je do obustave stvaranaj novih sezona Digimona, sve do 2006. godine kada je u eter puštena 5. sezona, Digimon Data Squad, koja je i posljednja sezona do danas.
Svih 5 dosadašnjih sezona producirali su Toei Animation i Bandai, a u Japanu su se prikazivale na Fuji Televisionu. U anglofonim zemljama su prikazivani na nizu televizijskih postaja (Jetix, Cartoon Network), u Njemačkoj na RTL-u II, a u Hrvatskoj su se kratkotrajno prikazivali na Novoj TV i Disney XD. Šesta sezona animea je, nakon nove višegodišnje stanke, započela svoje emitiranje 6. srpnja 2010. u Japanu na TV Asahiju. Za sada nije poznato kada će se anime međunarodno distribuirati.

### Digimon Adventure
Digimon Adventure bila je prva sezona Digimona koja je s emitiranjem započela 7. ožujka 1999. godine. Glavni likovi su sedmero djece - Taichi "Tai" Jagami, Jamato "Matt" Ishida, Sora Takenouchi, Koshiro "Izzy" Izumi, Mimi Tachikava, Joey Kido i Takeru "T.K." Takaishi, iako se u drugom dijelu serije priključuje i Taijeva sestra Hikari "Kari" Jagami, koji tijekom ljetnog kampa bivaju odučeni u Digitalni svijet. Tu upoznaju svoje Digimon partnere i kreću na misiju spašavanja Digitalnog svijeta od raznih prijatnji. Pri dolasku dobivaju i Digivice, uređaj koji, kada su oni u opasnosti, omogućuje njihovim partnerima da Digivoluiraju na viši level. Avanturu započinju na Otoku File gdje poražavaju Devimona i njegove pomoćnike, te se tada, nakon što uspiju pronaći svoje Simbole, sele na Kontinent gdje prvo moraju pobijediti Etemona, a kasnije Myotismona. No, Myotismon zajedno sa svojim trupama uspijeva ući u stvarni svijet, te se Izabrana djeca moraju vratiti kako bi spasili svoj dom od propasti. Nakon što poraze Myotismonov napredni oblik, VenomMyotismona, saznaju kako im misija nije završena. Prilikom njihovog odsustva, Gospodari tame - MetalSeadramon, Puppetmon, Machinedramon i Piedmon uspijevaju pokoriti Digitalni svijet i uzrokovati ozbiljne probleme. Izabrani se tada moraju vratiti i poraziti četiri nova, iznimno moćna neprijatelja, u čemu na koncu i uspiju. No, tada se pojavi onaj koji je bio začetnik svih tih problema, Apocalymon, Digimon koji boravi u posebnom svijetu, sam i odbačen, bijesan na cijeli svijet. Tek kada uspiju poraziti i njega, njihova misija završava i oni se vraćaju u stvarni svijet. Prva sezona je imala 54 epizode, a emitiranje je završilo 26. ožujka 2000. godine.

### Digimon Adventure 02
Digimon Adventure 02 bila je druga sezona Digimona, te direktan nastavak na prvu, a s emitiranjem je započela 2. travnja 2000. godine. Radnja je smještena tri godine nakon prve sezone, kada su svi likovi iz nje, osim Kari i T.K.-ja, već u srednjoj školi, a sve izgleda mirno i u Digitalnom svijetu. No, uskoro se pojavljuje nova prijetnja, Car Digimona (Digimon Emperor, Digimon Kaiser) koji želi pokoriti Digitalni svijet pomoću Crnih tornjeva i obruča koji Digimone čine njegovim robovima. No, za razliku od prije, Car Digimona je, kao i glavni junaci - Davis Motomija, Kari Jagami, T.K., Joli Inoue i Cody Hida, čovjek, i to njihov školski kolega Ken Ichijouji. Izabrani odlaze u Digitalni svijet, no njihovi se Digimoni ne mogu normalno razviti zbog Crnih tornjeva. No, oni pronalaze 5 posebnih Digi-jaja koja njihovim Digimonima omogućuju Digivoluciju na Armor level. Uz pomoć njih, i još 3 koja pronalaze kasnije, uspijevaju poraztiti Cara Digimona, no njihova misija nije dovršena. Uskoro se pojavljuju dva Ultra Digimona, Arukenimon i Mummymon, koji uzimaju ljudski oblik i pomoću dlaka s Arukenimonine kose pretvaraju Crne tornjeve koji su još preostali u Digimone. Ubrzo Izabrani saznaju da postoji još jedan neprijatelj, osim to dvoje, a to je opet čovjek, Jukio Oikava, odrasli čovjek kojemu je životni cilj pristupiti Digitalnom svijetu. Uskoro se radnja i borba sele u stvarni svijet, gdje se upliću i gospodar podezmlja Deemon, te BlackWarGreymon, Digimon kojeg je iz velikob broja Crnih tornjeva, stvorila Arukenimon. Na koncu Oikava uspijeva otvoriti portal za Digitalni svijet, no uz pomoć BlackWarGreymonove žrtve završava u nekom posebnom svijetu, koji je tada prvi puta predstavljen. Tada saznajemo da je Oikavu zaposjeo MaloMyotismon, još jedan Mega level Myotismona, jednog od protivnika prve generacije izabranih. Izabrani na koncu ipak uspijevaju poraziti iznimno moćnog Myotismona i time obavljaju svoju misiju. Sezona završava epilogom smještenim 25 godina poslije u kojem saznajemo što je s pojedinim likovima iz prve dvije sezone. Sezona je završila s 50 epizoda, a posljednja je emitirana 25. ožujka 2001. godine.

### Digimon Tamers
Digimon Tamers je bila treća sezona koja je s emtiranjem počela 1. travnja 2001. U ovoj su sezoni glavni likovi bili samo troje djece, Takato Matsuki, Henry Wong i Rika Nonaka, koji sa svojim partnerima žive u stvarnom svijetu. No, u stvarnom svijetu nalazi se i misteriozi Digimon Calumon, koji će se kasnije pokazati iznimno važnim. Uskoro se u stvarnom svijetu počinju pojavljivati iznimno snažni Digimoni, kao Mihiramon ili Sandiramon, kojima je cilj ubiti partnere troje Izabranih i vratiti Calumona u Digitalni svijet. Nakon što uspiju pobijediti nekoliko tih Digimona, za koje se kasnije ispostavlja da su pripadnici Dvanaest božanskih generala ili Deva, Izabrani odlaze u Digitalni svijet, gdje dovršavaju borbu s Devama, upoznaju Ryja Akijamu, te četiri digitalna gospodara (zapravo četiri "boga", od kojih svako upravlja jednom stranom svijeta). Nakon što uspiju pobijediti preostale Deve, Beelzemona i Megidramona, te smiriti Zhuqiaomona, Izabrani, kojih je sada već 7 (Henryjeva sestra, te dva Takatova prijatelja), dobivaju novog protivnika, misterioznog D-Reapera, posebnu vrstu digitalnog bića čiji je cilj uništiti stvarni i Digitalni svijet. Uskoro se oni vraćaju u stvarni svijet gdje nastavljaju borbu protiv D-Reapera, kojeg na koncu ipak pobijede, i tako završe svoju misiju. Posljednja, 51., epizoda emitirana je 31. ožujka 2002. godine. Specifičnost ove sezone je što je po svom tonu bila puno mračnija, za razliku od prve dvije, koje su bile veselije i prikladnije djeci niže dobi. Također je zanimljivo napomenuti da je legendarna Neon Genesis Evangelion anime serija bila velika inspiracija glavnom scenaristu ove sezone, Chiaki J. Konaki. Primjećuje se po tome što su mnogi likovi iz Tamersa slično dizajnirani onima iz Evangeliona, kao što su i odnosi među likovima vrlo slični u tim dvjema serijama.

### Digimon Frontier
Digimon Frontier je bila četvrta sezona Digimona koja je s emitiranjem započela 7. travnja 2002. godine. Ova sezona je po mnogoćemu bila drugačija od dosadašnjih, a najočitija razlika bio je novi način Digivolucije, nazvan Spirit Evolucija, u kojoj su Izabrani uz pomoć Spirita i Digivicea sami digivoluirali i postajali Digimoni, točnije Legendarni ratnici, nasljednici Drevnih ratnika. Izvorni tim sačinjavali su Takuja Kanbara, Koji Minamoto, Tommy Himi, Zoe Orimoto i J.P. Shibajama, a kasnije im se pridružio i Kođijev brat Koichi Kimura. Njihov prvi protivnik bio je Cherubimon, jedan od tri Nebeska Digimona, čiji su sluge bili preostali Legendarni ratnici, Mercurymon, Grumblemon, Arbormon, Lanamon i iskvareni Spirit tame Duskmon. Nakon što Izabrani uspijevaju poraziti svoje izvorne neprijatelje, na put im staju Dynasmon i Crusadermon, dvoje Kraljevskih viteza koji služe Lucemonu. Nakon što se pokažu kao gotovo nepobjedivi, Izabrani uspijevaju skupiti snage i zaustaviti Kraljevske vitezove u prikupljanju podataka za Lucemona, no prekasno. Lucemon je već skupio dovoljno energije i kreće u osvajački pohod u kojem planira uništiti sadašnji i stvoriti novi Digitalni svijet, poslušan samo njemu. Nakon što Izabrani uspiju ujediniti svih 20 Spirita (H i B-Spiriti), nastaje legendarni ratnik Susanoomon koji uspijeva poraziti Lucemona i spasiti Digitalni svijet. Nakon toga se Izabrani vraćaju u stvarni svijet, te u epilogu saznajemo kako su tijekom ove pustolovine naučili mnogo životnih lekcija. Sezona je završila 50. epizodom koja je emitirana 30. ožujka 2003. Nakon ove sezone uslijedila je trogodišnja pauza, nakon koje je u eter puštena 5. sezona.

### Digimon Data Squad
Digimon Data Squad je bila peta sezona Digimona koja je s emitiranjem započela 2. travnja 2006., nakon trogodišnje stanke. Kao ni njezin prethodnik, Frontier, ni ova epizoda nema nikakve veze s prve tri sezone, te u potpunosti mijenja pristup seriji uvodeći novi dizajn likova, kao i sasvim novi koncept radnje u kojem ljudi i Digimoni surađuju u organizaciji D.A.T.S., svojevrsnoj policiji koja je zadužena za kontroliranje Digimona u stvarnome svijetu. Cilj ove promjene bilo je privlačenje većeg dijela publike. Koncept Digivolucije također je drugačiji. U ovoj se sezoni Digimoni razvijaju pomoću Digisoula (ili DNA u engleskom prijevodu) kojeg sadrže njihovi ljudski partneri i koji im omogućuju da se na taj način razviju. Kao i svaka sezona, i ova ima nekoliko protivnika koji se pojavljuju tijekom serije. Prvo je to jedan od Olimpske dvanaestorke, Digimon Merukimon koji je bijesan na ljude, no kasnije se ispostavlja kako se pokaje za svoje ponašanje. Sljedeći protivnik im je ambiciozni znanstvenik Akihiro Kurata koji pomoći svojih pomoćnika i umjetno stvorenih Digimona pokušava pokoriti Digitalni svijet. Nakon što poraze njega, nailaze na svog posljednjeg protivnika, misterioznog Yggdrasila ili Kralja Drasila koji želi, uz pomoć Kraljevskih viteza, uništiti ljude. Protagnosti serije Marcus Damon, Thomas H. Norstein, Joshino Fujieda i Keenan Crier uspiju prvo uvjeriti Vitezove kako nisu onakvi kakvim ih Drasil predstavlja i na koncu pobijediti samog Drasila i ponovo uspostaviti mir. Sezona je imala ukupno 48 epizoda, najmanje do sada, a s emitiranjem je završila 25. ožujka 2007.

### Digimon Xros Wars
Digimon Xros Wars šesta je sezona Digimona koja je s emitiranjem započela 6. srpnja 2010. Nakon još jedne trogodišnje stanke, Digimoni se ponovo vraćaju na televizijske ekrane. Nekoliko mjeseci prije službene potvrde počele su se javljati glasine o mogućoj šestoj sezoni. Početkom 2010. potvrđeno je, preko časopisa V-Jump, da na ljeto stiže nova sezona Digimon animea, a u časopisu su se mogli naći i neki osnovni podatci o glavnim likovima animea. Dizajn likova bi trebao biti sličniji onim iz prve četiri sezone, a emitiranje je u Japanu počelo 6. srpnja 2010. Kratki sadržaj radnje govori o dosad neviđenom ratu u Digitalnom svijetu, kojeg s jedne strane vodi Bagra Vojska, a s druge strane Tim Xros Heart (uz intervencije timova Twilight i Blue Flare). Serija bi, prema trenutnom programu, trebala završiti emitiranje 13. rujna 2011. godine s ukupno 52 epizode, što je povratak na tradiciju početnih sezona i naznaka uspjeha 6. sezone.

### Filmovi
Do sada je u Japanu izdano sveukupno 9 Digimon filmova. Prva tri filma (Digimon Adventure, Naša ratna igra i Digimon Hurricane Landing!!/Transcendent Evolution!! The Golden Digimentals) međunarodno su izdavani kao Digimon: Film koji je izdan na kasetama i DVD-ima diljem svijeta (uključujući i Hrvatsku). Ova tri filma, kao i film Diaborom uzvraća udarac prate likove iz prve i druge sezone anime serije. Peti, Bitka Izabranih i šesti, Odbjegli Locomon, filmovi prate likove iz treće sezone, dok film Otok zaboravljenih Digimona prati likove iz četvrte sezone. Film Digital Monster X-Evolution nadovezuje se na mangu Digimon Chronicle, te je tako jedini koji ne prati radnju nijedne od 5 sezona. Posljednji film, Ultimate Power! Activate Burst Mode!!, prati likove 5. sezone. Ovaj, deveti, i osmi film su jedini koji nisu sinkronizirani niti prevedeni, bar ne službeno, niti na jedan drugi jezik osim japanskog, te shodno time nisu ni međunarodno distribuirani.

## Manga
Digimoni su se u narativnoj formi prvi puta pojavili u jednodijelnoj mangi naslovljenoj C'mon Digimon koja je izašla na ljeto 1997. godine. C'mon Digimon je uskoro izrodio popularnu mangu Digimon Adventure V-Tamer 01 koju je pisao Hiroshi Izava, koja je počela izlaziti 21. studenog 1998. godine.

### C'mon Digimon
C'mon Digimon je jednodijelni manga koji je izašao na ljeto 1997. godine, a izrodio je kasniju mangu Digimon Adventure V-Tamer 01. Radnja je poprilično jednostavna i prikazuje borbe između više-manje holografskih Digimona, a glavni lik Kentaru bio je inspiracija za Taija iz Digimon Adventurea.

### Digimon Adventure V-Tamer 01
Digimon Adventure V-Tamer 01 je devetodijalni manga koji je izlazio od 21. studenog 1998. do 21. kolovoza 2003. Manga prati život Taichija Jagamija, borca V-petsima koji nakon turnira u kojem u finalu s Neo Saibom ne biva odlučan protivnik biva pozvan u Digitalni svijet kako bi ga zajedno s Veedramonom, svojim partnerom, spasio. Manga u konačnici prati Taijevu borbu protiv Deemona i njegovih suradnika, čiji je cilj uništiti Digitalni svijet.

### Digimon Chronicle
Digimon Chronicle je četverodijelni manga koji je izlazio 2004. kao popratni materijal nove serije Digimon materijala. Ovaj manga opisuje Digitalni svijet kojeg kontrolira računalo Yggdrasil. No, neki Digimoni su uspjeli prikupiti Antitijelo X, koje ih čini imunim na Yggdrasilovo negativno djelovanje. Yggdrasil tada šalje Kraljevske vitezove kako bi ih se riješio, no tada u Digitalni svijet dolaze troje djece, Kouta, Juji i Shinji, koji sa svojim partnerima Dorumonom i Ryuudamonom (Shinji se kasnije priklonio Yggdrasilu) moraju poraziti Kraljevske vitezove i Yggdrasila.

### Digimon Next
Digimon Next je četverodijelni manga koji je izlazio od 17. prosinca 2005. do veljače 2008. Ovaj manga je najvjerojatnija inspiracija za petu sezonu animea zbog prisutnosti mnogih elemenata (Digivice iC, Digisoul) koji se pojavljuju u animeu. Glavni lik ovog mange je dječak Tsurugi Tatsuno, čiji se partner, Agumon, pojavljuje u stvarnom svijetu prilikom pojave jednog Kuwagamona. Nakon toga, Piximon poziva Curugija i još nekoliko djece kako bi obranili Digitalni svijet od Barbamona, jednog od Sedam Veličanstvenih Demonskih Gospodara i time započinje njihovu pustolovinu.

### Manhua Juen Vong Jua
Postoji i kineska vrsta stripa, manhua, koju je crtao i pisao Juen Vong Ju (余 遠鍠), a koji je zapravo bio stripovska adaptacija prve četiri sezone animea. Prva sezona adaptirana je u 5, druga u 2, treća u 4 i četvrta u 3 stripa. Radnje stripova i animea su uglavnom slične, iako se znalo dogoditi da radnja stripa u manjoj mjeri odstupa od animea. 
Ovi stripovi su kasnije tiskani i na kantonskome, a preko Singapura i na engleskome jeziku.

### D-Cyber
D-Cyber je kineski manhua koji je s izdavanjem započeo 17. veljače 2005. godine, a njegovo tiskanje još nije dovršeno. Manhua okvirno prati koncept X-Digimona i inkorporira Kraljevske vitezove, a glavni likovi su djeca Hikaru Rijuuji, Masuken Kana, Teru Raku i djevojčica Kijuši. Trenutno su izdana 2 dijela manhue.

### Dark Horse
Dark Horse Comics je u Sjedinjenim Državama tiskao Digimon strip (ali američkog stila) koji se bazirao na prvih 13 epizoda prve sezone animea. Priču su sastavili Daniel Horn i Ryan Hill, a ilustracije napravili Daniel Horn i Cara L. Niece.

### Panini
Europska izdavačka tvrtka Panini pristupila je Digimonima na sasvim drugačiji način. Njemačka je napravila vlastitu adaptaciju anime epizoda, dok je Ujedinjeno Kraljevstvo tiskalo američke stripove, te kasnije prevelo njemačke (koji su bili temeljeni na epizodama iz druge sezone). No, uskoro su Britanci napravili vlastiti strip, s potpuno novom pričom, koji je izlazio u časopisima Digimon Magazine i Wickid. Iako je koncept bio nov, radnja je bila usko povezana s drugom sezonom. Uskoro su adaptirane i epizode Tamersa, koje su ipak više slijedile glavnu radnju, iako se znalo dogoditi da su neki dijelovi detaljnije objašnjeni nego što su to bili u animeu. Uskoro je Digimon Magazine uklonio izvorne britanske stripove i uvrstio isključivo prijevode njemačkih, no nedugo zatim je cijeli časopis, a time i stripovi, ukinut.

## Videoigre
Cijela ova franđiza ima i niz videoigara, za brojne konzole, koje za glavne likove imaju Digimone. Iako su u jako maloj mjeri povezani s originalnim animeom, svaka videoigra najčešće ima vlastitu radnju, u potpunosti neovisnu o animeu, koji je i glavni izvor podataka o Digimonima. Među žanrovima koji su zastupljeni imamo životnu simulaciju, pustolovne, igraće karte, utrkivanje, iako je većina tih igara zapravo akcijski RPG. Treba napomenuti kako su neke igre distribuirane međunarodno, dok je jedan manji broj igara ostao samo unutar Japana.
Igre koje su distribuirane van Japana su:
- PlayStation: Digimon World, Digimon World 2, Digimon World 3, Digimon World 4, Digimon Digital Card Battle, Digimon Rumble Arena, Digimon Rumble Arena 2, Digimon World Data Squad, Digimon World Online
- Game Boy i Nintendo DS: Digimon Battle Spirit, Digimon Battle Spirit 2, Digimon Racing, Digimon World Dawn & Dusk, Digimon World Championship, Digimon World DS

Igre koje su prilikom izdavanja distribuirane isključivo u Aziji:
- PC: Digimon RPG, Digimon Masters
- WonderSwan: Digimon Adventure 02: D-1 Tamers, Digimon Adventure 02: Tag Tamers, Digimon Adventure: Anode/Cathode Tamer, Digimon Tamers: Battle Spirit Ver. 1.5, Digimon Tamers: Brave Tamer, Digimon Tamers: Digimon Medley
- Flash format: Digimon Adventure, Digimon Game, Quest to Save the Net

## Igraće karte
Igraće karte Digimon su zapravo serija igraćih karata povezanih s likovima iz franšize koje igrači mogu razmjenjivati ili se boriti s njima. Prve karte izašle su u Japanu 1997. godine, a izdao ih je Bandai. Ubrzo je igra i međunarodno distribuirana te stoga postoje i verzije karata na drugim jezicima. 
Ova igra također je prebačena i u videoigre te je glavno sredstvo igre u Digimon Digital Card Battle, a u igri Digimon World 3 može se igrati kao dodatna aktivnost, no nije obvezno.
2020. godine objavljena je nova kartaška igra zvana Digimon Card Game. Aktivno se igra u Zagrebu, Rijeci i Splitu.

## Važniji suradnici
- Akijoshi Hongo: "Otac" Digimona.
- Hirojuki Kakudō: Redatelj Digimon Adventurea i Digimon Adventurea 02.
- Jukio Kaizava: Redatelj Digimon Tamersa i Digimon Frontiera.
- Naozumi Itō: Redatelj Digimon Data Squada.
- Chiaki J. Konaka: Glavni scenarist Digimon Tamersa.
- Hiroshi Izava: Autor mange Digimon Adventure V-Tamer 01.
- Tenja Jabuno: Ilustrator mange Digimon Adventure V-Tamer 01.
- Juen Vong Ju: Pisac i ilustrator Digimon manhue.
- Takanori Arisava: Skladatelj japanskih verzija uvodnih pjesama Digimon Adventurea, Digimon Adventurea 02, Digimon Tamersa i Digimon Frontiera.
- Keichi Oku: Skladatelj glazbe za Digimon Data Squad.
- Shuki Levy: Skladatelj engleske verzije uvodnih pjesama za Digimon Adventure, Digimon Adventure 02 i Digimon Tamers.
- Frank Schindel: Izvođač njemačkih verzija uvodnih pjesama za Digimon Adventure, Digimon Adventure 02, Digimon Tamers, Digimon Frontier, Digimon Data Squad i brojnih drugih njemačkih verzija pjesama.
- Deddy Tzur: Skladatelj engleske verzije glazbe za Digimon Frontier.
- Paul Gordon: Suradnik prilikom skladanja engleskih verzija.
- Koji Wada: Izvođač japanskih verzija uvodnih pjesama za Digimon Adventure, Digimon Adventure 02, Digimon Tamers, Digimon Frontier i druge uvodne pjesme za Digimon Data Squad.

## Vanjske poveznice
- Bandai - Digimon  Arhivirana inačica izvorne stranice od 6. siječnja 2009. (Wayback Machine)
- JETIX U.S. Digimon Data Squad